# Dom van Brandenburg an der Havel
De HH. Petrus en Paulusdom (Duits: Dom Sankt Peter und Paul) is een protestants kerkgebouw van nationale betekenis in de Duitse plaats Brandenburg an der Havel in de deelstaat Brandenburg. Het bouwwerk was ooit de kathedraal van het bisdom Brandenburg en ligt op het zogenaamde Dominsel Brandenburg (domeiland). Tot de gemeentelijke herindeling in 1929 was het Dominsel Brandenburg een zelfstandige gemeente, tegenwoordig is het onder de naam Dom een stadsdeel van Brandenburg an der Havel.

## Geschiedenis

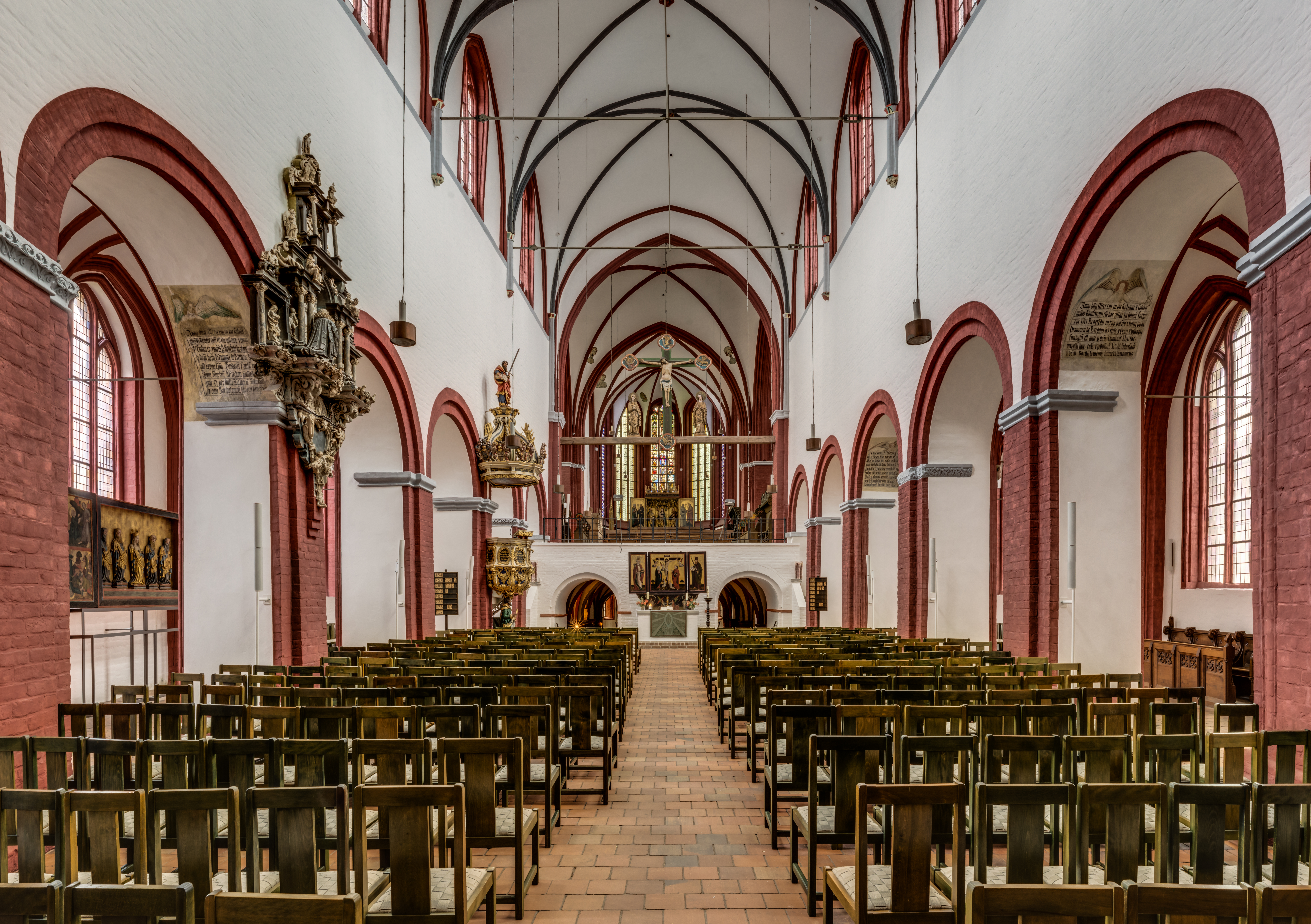
Interieur met verhoogd koor

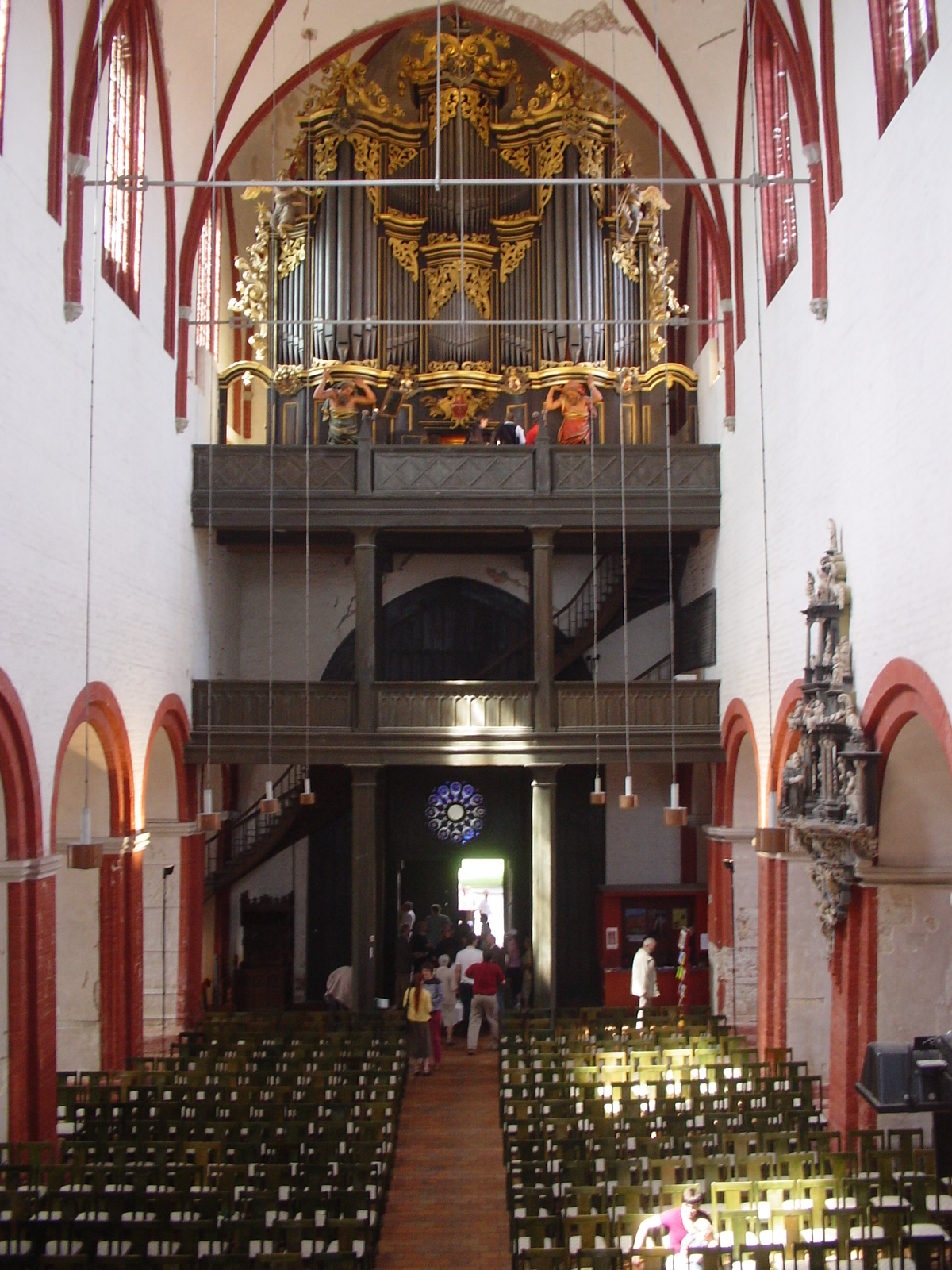
Westelijke afsluiting van het kerkschip

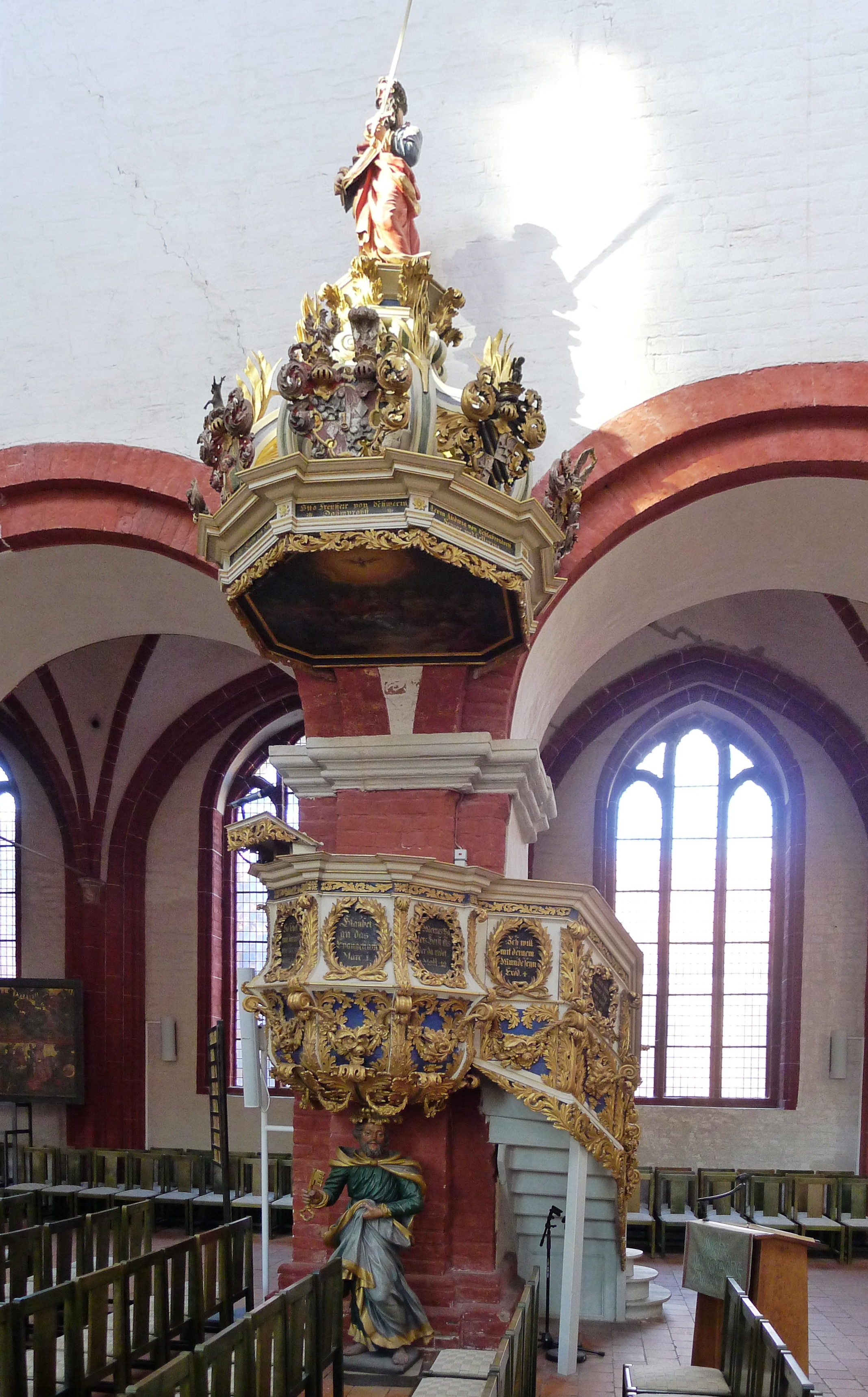
Preekstoel

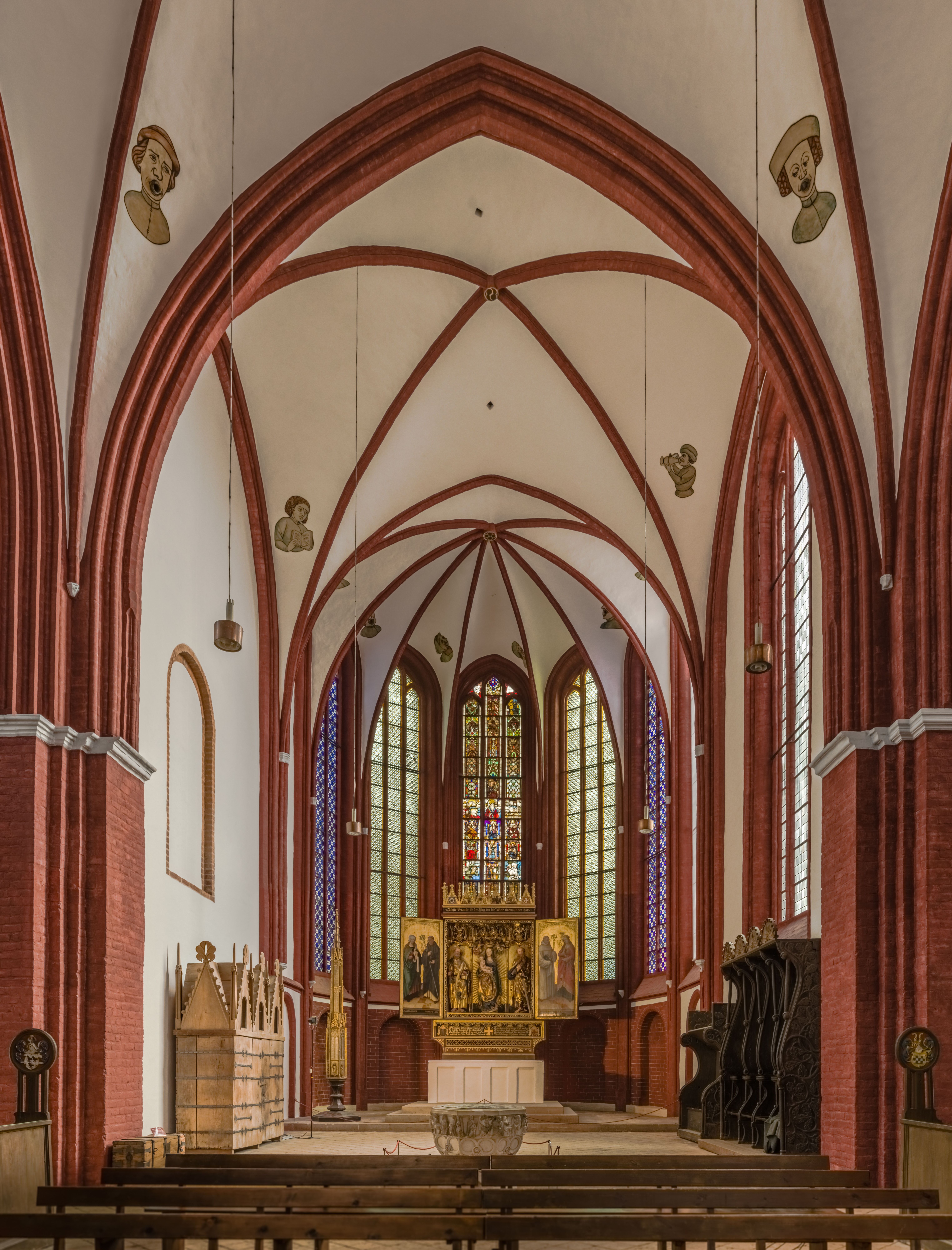
Altaar

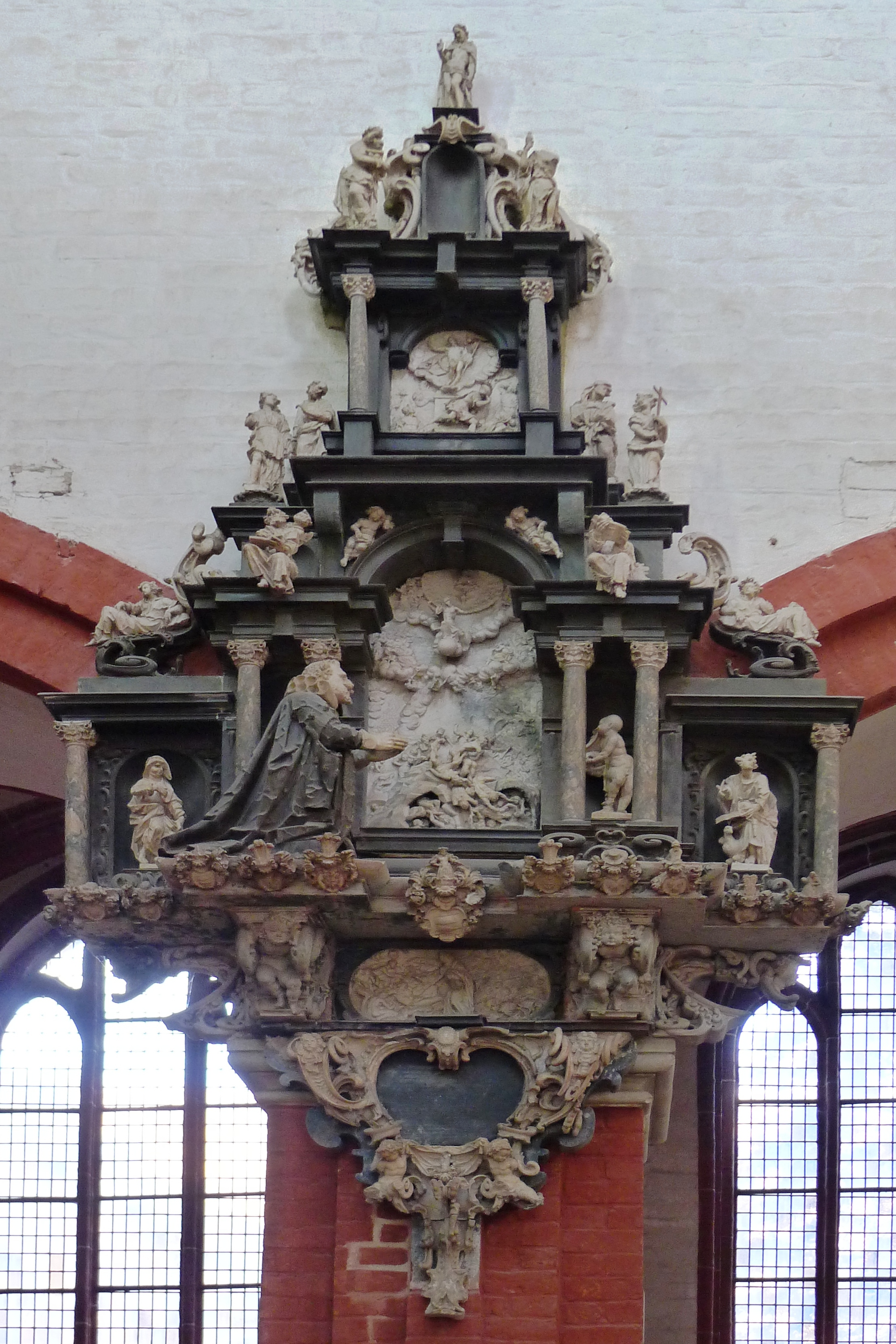
Epitaaf

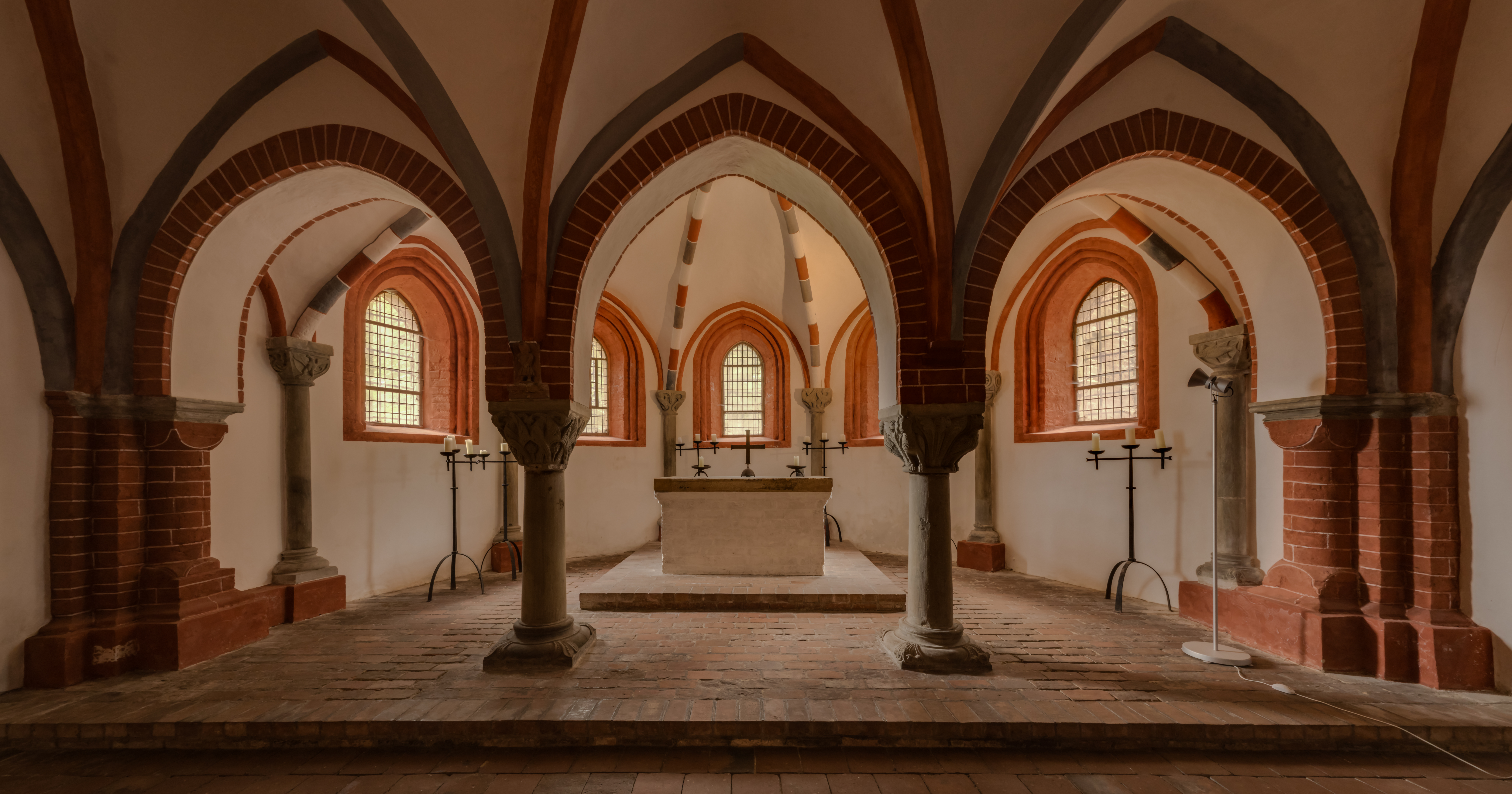
crypte

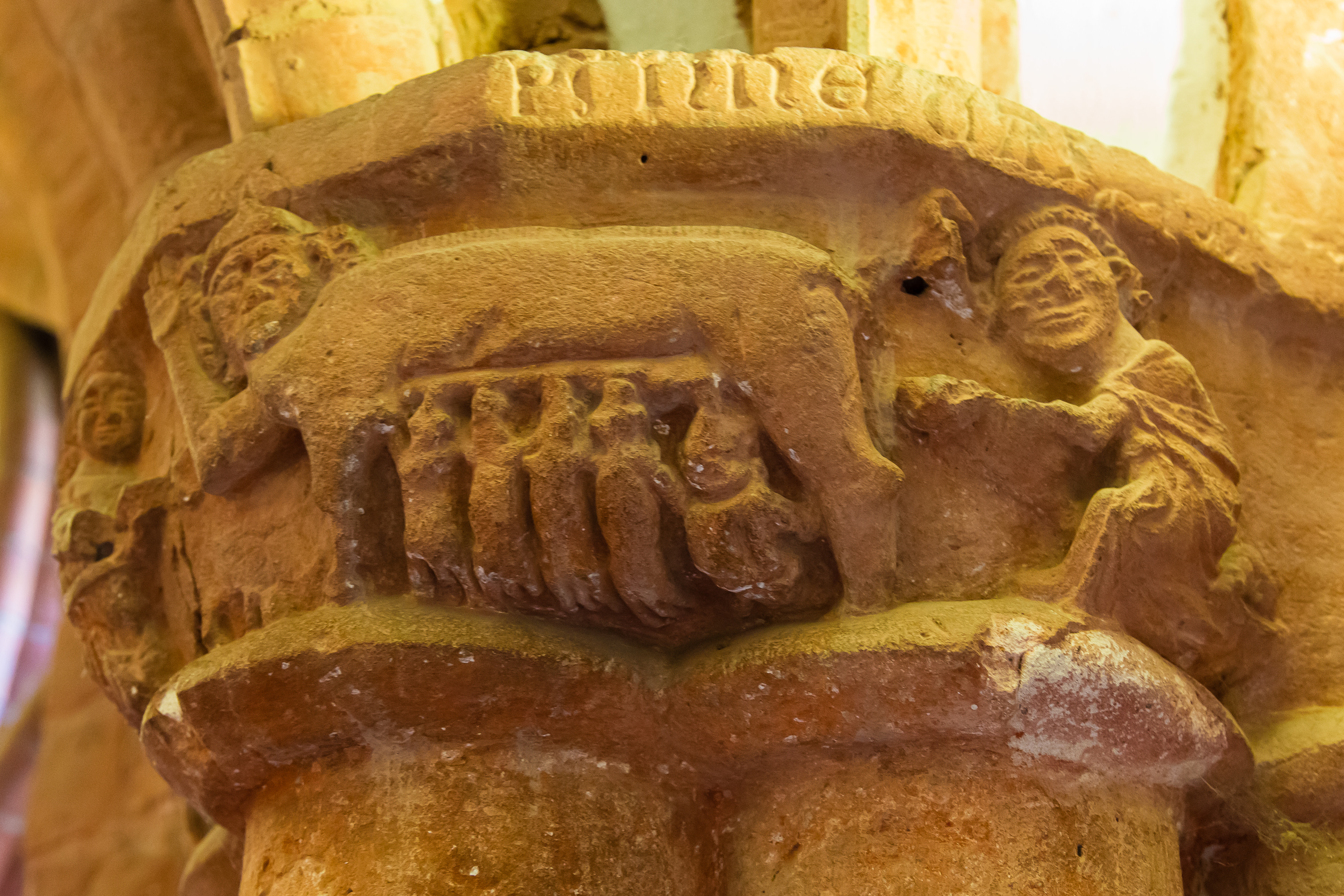
Jodenzeug

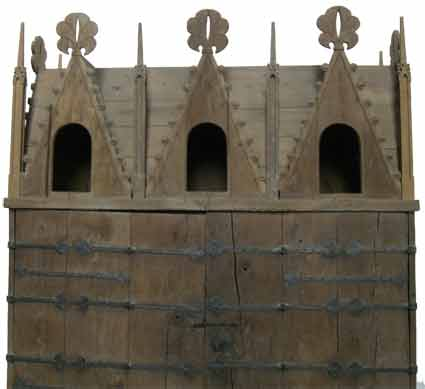
Detail zeshonderd jaar oude kast

In de winter van 928 veroverden de Saksische troepen van Hendrik I een van de aan de overzijde van de Elbe gelegen Slavische hoofdburchten, de Brandenburcht. Daarmee werd de basis gelegd voor het oprichten van het bisdom Brandenburg, dat door keizer Otto I in 948 (of 964) werd voltrokken.
Een document van bisschop Wilmar uit 1170 geeft de aanleiding om ervan uit te gaan dat al met de eerste verovering van Brandenburg onmiddellijk werd begonnen met de bouw van een domkerk. Deze domkerk ging echter bij een grote opstand onder de Slaven in 938 verloren. Tot op de dag van vandaag heeft archeologische onderzoek geen uitsluitsel kunnen geven wat de locatie van deze domkerk was.
Het rooms-katholieke bisdom Brandenburg ging met de reformatie vanaf 1527 ten onder en de kathedraal werd een protestants kerkgebouw. Het domkapittel van Brandenburg echter is tot op de dag van vandaag als protestants domkapittel aanwezig.

## Bouwgeschiedenis
Op 11 oktober 1165 werd de eerste steen voor de huidige domkerk op de plaats van de voormalige Brandenburcht gelegd. Tegelijkertijd werd eveneens het klooster van de Premonstratenzers verplaatst naar het domeiland. Voor de bouw van de zetelkerk koos men voor het hoogste deel van het eiland. De fundamenten van de domkerk worden doorkruist door de gedempte delen van de voormalige ringgracht en de wallen van de Slavische burcht, hetgeen na de bouw de oorzaak was van aanzienlijke statische problemen. Een ander probleem vormde de voortdurende wijziging van het grondwaterpeil als gevolg van de keuze van de bouwlocatie bij de Havel.
Oorspronkelijk werd de dom als een eenschepige weer- en missiekerk met een gesloten westelijke gevel gepland, zoals dat ook tegenwoordig nog aan de dom te zien is. Na het succesvol neerslaan van de grote Slavenopstand werd de verdedigingsfunctie van minder groot belang en besloot men conform de status van de kerk een westelijke gevel met twee torens te bouwen. De bouw van de zuidelijke toren kwam echter nooit verder dan een stomp, hetgeen waarschijnlijk toe te schrijven is aan financiële tekorten of de statische problematiek.
De Petrus en Paulusdom was de eerste volledige baksteenbouw in de Mark Brandenburg. Het bouwmateriaal van nog oudere kerken in het gebied waren de granieten veldstenen.

## Beschrijving
De hoofdingang onder het kerkschip wordt begeleid door kalkstenen imposten met onder andere fabeldieren en voorstellingen van een vos die voor ganzen preekt, van een aap die waarschijnlijk schaak speelt en een middeleeuwse bouwscène met een hefkraan.
Het kerkschip werd in de overgangsperiode van de romaanse naar de gotische architectuur gebouwd en later met twee zijschepen uitgebreid. De kerkzaal telt vijf en de zijschepen elk zeven traveeën tot het begin van de viering. Oorspronkelijk kende het kerkschip een vlak houten plafond, maar bij een gotische verbouwing werden er kruisribgewelven ingebouwd. De viering kent een noordelijke en zuidelijke transeptarm en gaat over in een hoger koor in hooggotische stijl. Onder het hoge koor bevindt zich een tweeschepige en vier traveeën tellende crypte met fraai bewerkte romaanse kapitelen.
Onder leiding van de Pruisische architect Karl Friedrich Schinkel vond er in de 19e eeuw een belangrijke sanering van de kerk plaats. De westelijke gevel van het kerkschip, die sinds de eerste helft van de 15e eeuw met een enorme gemetselde Davidster is versierd, verdween grotendeels achter neogotische muurwerk. Voorts werd in het kerkschip de toegang naar de crypte met een brede trap verplaatst, iets wat echter in de jaren 1960 weer ongedaan werd gemaakt om de oorspronkelijke romaanse situatie te herstellen.

## Interieur
Uit de tijd dat de kerk dienstdeed als kathedraal bleef een opmerkelijk aantal middeleeuwse grafzerken van bisschoppen en domproosten bewaard. In het kerkschip bevindt zich aan de noordelijke muur een van marmer en albast gemaakt epitaaf voor de in 1621 overleden Adam von Königsmarck. De rijk bewerkte kansel dateert uit 1691. Het doopvont is 14e-eeuws.
Van de meerdere altaren is met name het gerestaureerde altaar uit het klooster van Lehnin noemenswaardig. In het hoogkoor bevindt zich een circa zeshonderd jaar oude kast voor het bewaren van liturgische gewaden, een gotisch tabernakel in de vorm van een pinakel, het vroeggotische koorgestoelte en een grote kruisigingsgroep uit de 15e eeuw. De zogenaamde Bunte Kapelle aan de noordelijke zijde is vrijwel geheel voorzien met middeleeuwse fresco's.
In de crypte bevindt zich een triomfkruis waarvan het oudste deel op circa 1250 wordt gedateerd. In de crypte staat eveneens een laatromaanse Man van Smarten opgesteld.
Andere waardevolle voorwerpen uit de middeleeuwen worden in het dommuseum bewaard. Te zien zijn een omvangrijke collectie van liturgische gewaden en ander kerktextiel, boeken, beelden en altaren. Tot de kerkschat behoort eveneens een zeer goed bewaard gebleven middeleeuws hongerdoek. Dit zogenaamde Brandenburgse hongerdoek wordt versierd met kostbaar borduurwerk uit de 13e eeuw.

## Orgel
Het orgel van Joachim Wagner stamt uit de jaren 1723-1725. Het instrument met een orgelkas Johann Georg Glume van verheft zich boven een in de scheidingsmuur van het kerkschip ingebracht roosvensters van Karl Friedrich Schinkel. Het bezit 33 registers verdeeld over twee manualen en pedaal. In de jaren 1997-1999 werd het instrument door Schuke, Potsdam, gerestaureerd.

## Aangrenzende gebouwen
In het noorden sluit zich het kloostercomplex aan, bestaande uit een refectorium, een dormitorium, een kruisgang, nevengebouwen (waaronder de Bunte Kapelle) en een binnenhof. De westelijke vleugel werd in de 18e eeuw gesloopt om op dezelfde plaats het gebouw van de Ritterakadamie in te voegen. In het noordwesten staat een groot, meer verdiepingen tellende gebouw. Onduidelijk is waar het toe diende, mogelijk betrof het de bisschoppelijke residentie. In de gebouwen is tegenwoordig het dommuseum ondergebracht.
In de oostelijke kruisgang bevindt zich in het kapiteel van een zuil een voorstelling van een zogenaamde Jodenzeug (1230). Het betreft het vroegste voorbeeld van een vaker voorkomende middeleeuwse uitbeelding, waarmee men de spot dreef met het oude joodse geloof. De zeug die de onder haar bevindende joden zoogt verzinnebeeld de synagoge.
Verdeeld staan er op de Burghof nog een aantal huizen, die in latere tijden voor de domheren als onderkomen dienden.